# Chrysophyllum manabiense
Chrysophyllum manabiense är en tvåhjärtbladig växtart som beskrevs av Terence Dale Pennington. Chrysophyllum manabiense ingår i släktet Chrysophyllum och familjen Sapotaceae.
Artens utbredningsområde är Ecuador. Inga underarter finns listade i Catalogue of Life.